# Deep Zone Project
Deep Zone Project (niet te verwarren met het Nederlands houseproject Deep Zone bekend van hun hit uit 1995 It's Gonna Be Alright) is een Bulgaarse band.

## Biografie
De band werd in 1998 opgericht door Dian Savov, Rosen Stoev en Ljoebomir Savov. Joanna Dragneva werd niet veel later toegevoegd als zangeres. In 2002 bracht Deep Zone Project een eerste album uit: Ela Izgrei. Deep Zone Project groeide al snel uit tot een gevestigde waarde in de Bulgaarse muziekwereld. In 2008 namen ze samen met DJ Balthazar deel aan de Bulgaarse preselectie voor het Eurovisiesongfestival. Met het nummer DJ, take me away wonnen ze deze, waardoor ze Bulgarije mochten vertegenwoordigen op het Eurovisiesongfestival 2008 in de Servische hoofdstad Belgrado. Daar wisten ze zich niet te plaatsen voor de finale.
In 2011 verliet zangeres Joanna Dragneva de groep om een solocarrière te beginnen. Ze werd vervangen door Nadhezda Petrova, die vier jaar later uit de groep stapte en op haar beurt vervangen werd door Nelina Georgieva.